# Central Tejo (zespół architektoniczny)
Zespół architektoniczny elektrowni Central Tejo – kompleks fabryczny z pierwszej połowy XX wieku. Cechami charakterystycznymi zespołu budynków są metalowe konstrukcje tworzące ich szkielety oraz unikatowe fasady pokryte cegłą. Został przekształcony w muzeum.

## Pierwotna Central Tejo
Przed powstaniem obecnego kompleksu przemysłowego istniała w tym miejscu mała elektrownia, znana jako Elektrownia z Junqueiry (ze względu na bliskie położenie ulicy o tej samej nazwie). Budynek ten, wzniesiony w 1909 roku, według projektu Luciena Neu oraz przy udziale biur architektonicznych Charlesa Vieillarda i Fernanda Touzeta nie zachował się. Został wybudowany w stylu modernistycznym, z dekoracjami znajdującymi się głównie na fasadach północnej i południowej. Po zachodniej stronie budynku głównego istniały jeszcze trzy hale przemysłowe, mieszczące kotły. W budynku starej elektrowni wyróżniały się wąskie kominy, jeden ceglany, a drugi stalowy o kształcie odwróconego walca.
Północna i południowa fasada hali głównej, gdzie mieściły się generatory, były dekorowane podobnie jak inne konstrukcje stalowe (np. dworce, targi), w modernistycznym stylu, który niewiele wcześniej zawitał do Portugalii. Były one podzielone na trzy części, oddzielone pilastrami, z małymi, poziomo umieszczonymi, ozdobnymi fryzami, nad którymi górował złamany fronton. Boczne ściany mieściły dwa wgłębienia. Pierwsze z nich zostało zwieńczone nadprożem, a wyższe zamknięte obniżonym łukiem. Część środkowa, większa od bocznych, wyróżniała się dużym wgłębieniem na całą wysokość fasady, wchodząc pod uniesiony fronton. Na rzeźbie wokół łuku pełnego, można wyczytać napis na kaflach: “1909 / Cªs Reunidas de Gaz e Electricidade / Estação Eléctrica Central Tejo” („1909/ Zjednoczone Spółki Gazowe i Elektryczne – Stacja Elektryczna Central Tejo”).
Pod koniec XIX wieku, istniały jeszcze hale starej rafinerii cukrowej, położonej nieopodal elektrowni. Należała ona do spółki cukrowej z Mozambiku i została zakupiona zaraz po rozpoczęciu wyburzenia pierwotnej Central Tejo. Była to niewielka fabryka, ale o bardzo charakterystycznym kształcie. Złożona z dwóch podłużnych hal, zadaszona zębatym dachem, posiadała rodzaj wieży centralnej, która funkcjonowała jako silos oraz cztery poprzeczne hale w zachodniej części, pokryte dwuspadowym dachem. Wszystkie wgłębienia były otoczone ceglaną ramą i zwieńczone łukiem eliptycznym.

## Dzisiejsza Central Tejo

### Okres niskiego ciśnienia
Budowa budynku niskiego ciśnienia rozpoczęła się w połowie pierwszej dekady XX wieku, a kolejne rozbudowy trwały aż do 1930 roku. Budynek nosi piętno secesji, w Portugalii zwanej Arte Nova. Posiada stalową strukturę i pokryty jest charakterystyczną cegłą, która została użyta również przy konstrukcji budynku wysokiego ciśnienia.
Stara kotłownia składa się z czterech hal przemysłowych, z czego czwarta z nich jest znacznie większa od pozostałych. Wszystkie pokryte są dachem dwuspadowym, tworzącym unikatową, przejrzystą przestrzeń po wewnętrznej stronie. Na zachodzie znajdują się kolejne dwie, położone prostopadle do wyżej wymienionych czterech i o tych samych, choć mniej zaakcentowanych secesyjnych dachach.
Budynek podstacji nie posiadał tego typu dachu, a jego stosunkowo niskie fasady wyróżniają się dzięki wysokim, dużym oknom, zwieńczonymi pełnymi łukami. Nad nimi znajduje się rodzaj frontonu z ozdobnymi brzegami, zamknięty nadprożem. Poniżej widać gładką podstawę, bez widocznych cegieł, udekorowaną ramami eliptycznych łuków, udających wgłębienia (niektóre z nich faktycznie nimi są), która “podtrzymuje” pozostałą część fasady.
Fasada maszynowni zasługuje na szczególną uwagę. Ze wszystkich, to ona posiada najwięcej motywów dekoracyjnych i najwięcej detali secesyjnych, nie odstaje jednak estetycznie od całości. Utrzymano ją w stylu podobnym do pierwotnej Central Tejo i większości ówczesnych elektrowni. Ponieważ w maszynowni wytwarzano energię, uważana była ona za serce całego budynku. U podstawy fasady maszynowni widać różnice, w porównaniu do innych fasad: ściany pokryte są kamienną płaskorzeźbą, z wyjątkiem najniższych, surowych warstw na łukowatym wgłębieniu, z łukiem zwieńczonym kluczem.
W pokrytych cegłą ścianach znajdują się trzy wielkie okna, zwieńczone pełnymi łukami, z których środkowe jest najwyższe. Ich obramowania są ciągłe, z łukami zwieńczonymi kluczem, przechodzącymi przez całą szerokość fasady, aż do bocznych ścian budynku. Szczyt fasady, w formie złamanego frontonu, przedstawia dekoracyjne obramowania, wykonane z cegły, udające łuki lombardzkie. Na brzegach fasady umieszczono pilastry wyrastające z jej podstawy wznoszące się aż do frontonu, przypominając dwie małe wieże.
Podłużne fasady przedstawiają harmonijną kompozycję, z podziałem na trzy osobne przestrzenie, oddzielone dużymi pilastrami. W każdej z przestrzeni, umiejscowione są 3 wysokie, podłużne okna, ozdobione ornamentem, zajmującym cały bok. Nad każdym z nich umieszczono prostokątne okno, wewnątrz fryzu wieńczącego boczną część budynku.

### Okres Wysokiego Ciśnienia
W Budynku Wysokiego Ciśnienia motywy dekoracyjne są różne od tych z budynku niskiego ciśnienia. Wpływy klasycystyczne nadają mu wysokości i monumentalność. Mimo tego, to same pokrycie ścian cegłą wpisuje się w tę samą estetykę. Wewnątrz budynku, podobnie jak w kotłowni w budynku niskiego ciśnienia, przestrzeń dzieląca Popielnik od kotłów zwieńczona jest sklepieniem kolebkowym pół-wklęsłym, z wykończeniem ceramicznym po stronie Sali Niskiego Ciśnienia i ze zbrojonego betonu nad salą Wysokiego Ciśnienia.
Budynek wzniesiony w latach 40., nosi ślady wpływów klasycznych pałaców renesansowych, będąc wiernym odzwierciedleniem epoki i kontekstu władzy, pod której panowaniem znajdowała się ówczesna Portugalia.
Jego struktura to wyjątkowe dzieło inżynierii: dzieło architektury, wykonane z żelaza, unikatowe w Lizbonie, które podtrzymuje nie tylko pokrycie cegłą, ale także kotły, kominy i zbiornik wodny w górnej części budynku
Z estetycznego punktu widzenia fasada wzoruje się na pałacu renesansowym, dzieli się bowiem na podstawę, pilastry i belkowanie. Główna część przedstawia wielkie okna zwieńczone łukiem pełnym, z kluczem centralnym i okolone obramowaniem, obecnym na całej szerokości fasady. Między nimi widnieją wielkie pilastry, które rozciągają się na całą wysokość fasady, od podstawy do belkowania.
belkowanie ma dwa osobne fryzy. Niższy ozdobiony jest zamkniętymi kasetonami z obramowaniami; wyższy natomiast zamiast kasetonów ma okna z obramowaniami na wzór kasetonów.
W części przyległej do budynku niskiego ciśnienia, odznacza się mała wieża, a nad całością pozostałych budynków zespołu, górują cztery kominy kotłów wysokociśnieniowych i cały mechanizm odprowadzania dymów i wykorzystania powietrza w ich podstawie.